# Fintraffic
Trafikstyrningsbolaget Fintraffic Ab (mellan år 2018 och 2020 Traffic Management Finland Ab) är ett finländskt statligt ägt specialuppgiftsbolag som tillhandahåller och utvecklar tjänster för trafikstyrning och trafikledning i hela landet. Bolaget fungerar under kommunikationsministeriets ägarstyrning.
Fintraffic tryggar de tjänster för trafikstyrning som samhället, myndigheterna och näringslivet omedelbart behöver. Till specialuppgiften hör även att säkerställa driftsäkerheten vid rubbningar av de normala förhållandena och i nödsituationer.
År 2022 hade Fintraffic cirka 1 100 anställda. Bolaget främjar också hållbar trafik.

## Dotterbolag
Dotterbolag och deras respektive ansvarsområden:
- Fintraffic Järnväg Ab ansvarar för styrningen av järnvägstrafiken
- Fintraffic Väg Ab ansvarar för styrningen av vägtrafiken
- Fintraffic Sjötrafiklädning Ab ansvarar för styrningen av sjötrafiken
- Fintraffic Flygtrafiktjänst Ab ansvarar för flygtrafiktjänsten